# Norsjö (gemeente)
Norsjö is een Zweedse gemeente in Västerbotten. De gemeente behoort tot de provincie Västerbottens län. Ze heeft een totale oppervlakte van 1937,7 km² en telde 4363 inwoners in 2008.

## Plaatsen
- Norsjö (plaats)
- Böle
- Bastuträsk
- Kvarnåsen
- Bjurträsk
- Norsjövallen
- Svansele
- Åmliden
- Risliden
- Gumboda

Bjurholm ·
Dorotea ·
Lycksele ·
Malå ·
Nordmaling ·
Norsjö ·
Robertsfors ·
Skellefteå ·
Sorsele ·
Storuman ·
Umeå ·
Vilhelmina ·
Vindeln ·
Vännäs ·
Åsele